# 西東京朝鮮第二初級学校
西東京朝鮮第二初級学校（にしとうきょうちょうせんだいにしょきゅうがっこう-旧：西東京朝鮮第二初中級学校、니시도꾜조선제2초급학교）は、学校法人東京朝鮮学園が運営する東京都町田市にある朝鮮学校である。
日本の小学校に相当する教育を行っている各種学校（非一条校）である。

## 沿革
- 1946年 - 現校の元になる学校が開校
- 2007年 - 幼稚班再開予定
- 2016年 - 中級部再開

## 学科
- 中級部（2016年より再開）
- 初級部
- 幼稚班（2007年より再開）

## 生徒数
2016年4月の時点で81名

## 所在地
- 〒194-0015 東京都町田市金森東一丁目17-1